# Elefant
Elefant (wcześniej nazywany Ferdinand) – ciężkie działo pancerne – niszczyciel czołgów używane przez armię niemiecką w czasie II wojny światowej. Pełne oficjalne oznaczenie pojazdu to Panzerjäger Tiger(P) (Sd.Kfz. 184).

## Opis pojazdu
Został on zaprojektowany w oparciu o podwozie nieprzyjętego do produkcji prototypu czołgu Tiger, konstrukcji Ferdinanda Porsche, znanego jako Tiger (P) lub VK 4501(P) (litera P oznaczała konstrukcję Porsche). Ponieważ na uzbrojenie przyjęto alternatywny wariant czołgu Tiger (VK 4501(H)) z podwoziem konstrukcji firmy Henschel, zaszła potrzeba wykorzystania zaczętej już w zakładach Nibelungenwerke partii 90 podwozi konstrukcji Porschego. Dlatego Porsche zaproponował skonstruowanie na ich bazie ciężkiego niszczyciela czołgów. Pod koniec 1942 roku firma Alkett zaprojektowała działo pancerne na podwoziu Tiger(P). Sam Adolf Hitler zaaprobował budowę pojazdu, który 6 lutego 1943 nazwał „Ferdinand” na cześć zasług prof. Porsche. 90 zbudowanych Ferdynandów oddano wojsku w kwietniu i maju 1943. Nowy pojazd został uzbrojony w armatę 88 mm PaK 43/2 L/71 (o długości lufy 71 kalibrów). Pociski wystrzelone z tego działa umożliwiały przebicie czołowego pancerza każdego czołgu alianckiego, nawet z odległości 1,5 km. Armata była zamontowana w pancernej nadbudówce umieszczonej z tyłu pojazdu, ale z powodu swojej długości i tak wystawała poza jego przód. Ponieważ nie była zamontowana w obrotowej wieży, ale bezpośrednio w nadbudówce, miała dość ograniczoną możliwość ruchu: 28° w płaszczyźnie poziomej i 22° w pionowej. Przedni pancerz Ferdynanda miał grubość 200 mm, co czyniło go praktycznie nieprzebijalnym od przodu dla wszystkich dział alianckich z odległości większej niż 500 m, boczny pancerz o grubości 80 mm również nie był łatwy do przebicia.
Cały pojazd miał ponad 8 metrów długości i prawie 3,5 metra szerokości i ważył 65 ton (wersja Ferdinand) lub 70 ton (wersja Elefant). Napędzany był silnikiem Maybach HL 120 o mocy 530 KM, jego maksymalna prędkość wynosiła jedynie 20 km/h, a zasięg to 135 km. Wnętrze pojazdu było przedzielone na dwa osobne pomieszczenia. W przedniej części siedzieli kierowca i radiotelegrafista, a z tyłu znajdowali się: dowódca, celowniczy i dwóch ładowniczych.
Każdy z Ferdynandów został złożony w zakładach Nibelungenwerke w 1943.

## Historia operacyjna

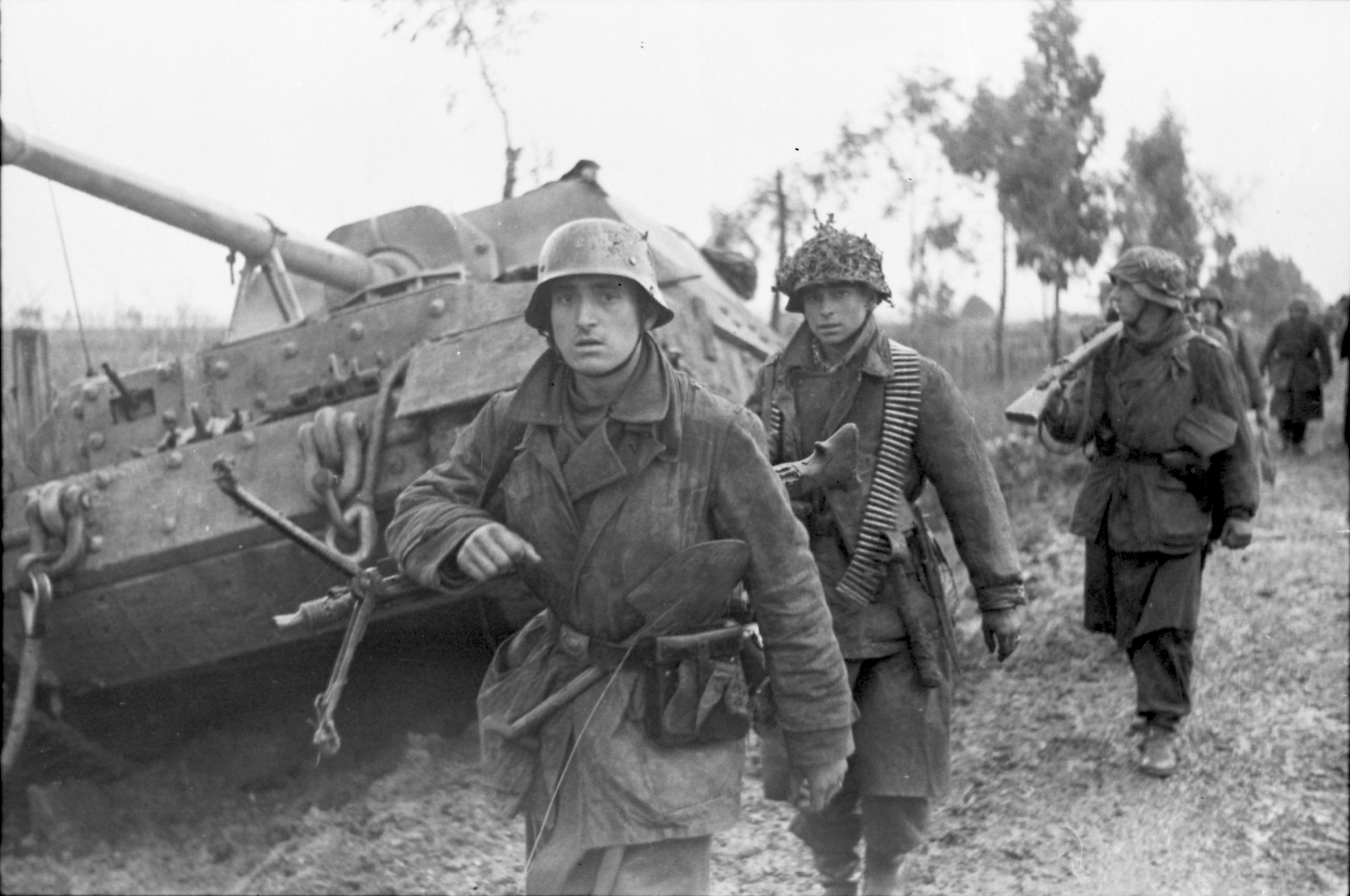

Wszystkie Ferdynandy zostały przydzielone do 656. pułku ciężkich dział pancernych, w składzie 653. i 654. dywizjonów dział pancernych.
Ferdinandy były zazwyczaj przydzielane na poziomie kompanii, czasami były dzielone na plutony. Zazwyczaj działały wspierane dodatkowymi oddziałami piechoty i czołgami chroniącymi ich flanki. W czasie ataku pojazdy były używane jako broń pierwszego uderzenia, a w czasie obrony zazwyczaj stanowiły mobilną rezerwę gotową do zniszczenia czołgów przeciwnika.
Po raz pierwszy zostały użyte operacyjnie w czasie bitwy na łuku kurskim. Pomimo że zniszczyły one 320 rosyjskich czołgów, okazało się, że mają także wiele wad, np. zawodny silnik i elektryczny układ przeniesienia napędu, czy delikatny hydropneumatyczny system kierowania.
Część zniszczonych Ferdynandów padła ofiarą piechoty, co według niektórych zostało spowodowane brakiem broni przeciwpiechotnej (np. karabinów maszynowych) w tych pojazdach. Należy jednak pamiętać, że niektóre rosyjskie działa pancerne (SU-76, SU-85) także nie były wyposażone w karabiny maszynowe, gdyż zaplanowane dla nich zadania nie przewidywały bezpośredniej styczności z piechotą wroga. Ponadto karabin maszynowy o ograniczonym stopniu ostrzału, zamontowany w mało ruchliwym pojeździe, nie byłby w stanie wyeliminować zagrożenia ze strony piechoty. Fakt, że wiele Ferdynandów zostało zniszczonych przez piechurów radzieckich oraz działa polowe strzelające z zasadzek w boczny pancerz, świadczy raczej o nieprawidłowym użyciu tych pojazdów do ataku, w niesprzyjających im warunkach taktycznych i bez odpowiedniej osłony, a nie o jakiejś fundamentalnej wadzie tych dział. Należy także pamiętać, że część zniszczonych pojazdów została już wcześniej unieruchomiona przez awarie silników lub zawieszenia. Poważnymi wadami Ferdynandów, oprócz zawodności układu napędowego, była duża masa i mała moc silnika, z którymi wiązała się słaba ruchliwość i duży nacisk jednostkowy. Zaletą nie była też duża wysokość pojazdu. Mimo to używany w obronie, na dużych dystansach prowadzenia ognia, był trudnym do pokonania przeciwnikiem.
Ferdynandy, które nie zostały zniszczone w czasie bitwy na łuku kurskim, zostały wysłane do Niemiec, gdzie poddano je modyfikacjom. Dodano między innymi zimmerit, karabin maszynowy i dodatkowe opancerzenie. Zmodyfikowano w ten sposób 48 pojazdów, w tym samym czasie też od końca 1943 zmieniono nazwę pojazdu na Elefant („słoń”).
Służyły one w składzie 653. dywizjonu dział pancernych na froncie wschodnim, a następnie w czasie obrony Niemiec. Jedna kompania dywizjonu walczyła także na froncie we Włoszech od lutego do czerwca 1944. Pod koniec 1944 roku ocalałe Elefanty zgrupowano w 614. samodzielnej kompanii ciężkich dział pancernych. Pod koniec wojny, przy całkowitym panowaniu aliantów w powietrzu, okazały się bardzo łatwym łupem dla samolotów. Ostatnie Elefanty wzięły udział w walkach Kampfgruppe Ritter na południe od Berlina.

## Zachowane egzemplarze
Tylko dwa egzemplarze zachowały się do dzisiaj. Pierwszy, przechwycony przez Rosjan, znajduje się w Muzeum Czołgów w Kubince, a drugi, zdobyty przez Amerykanów, w United States Army Ordnance Museum.

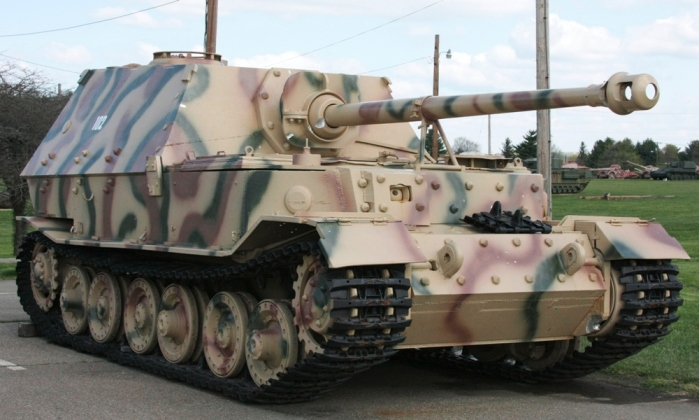
Elefant w US Army Ordnance Museum (2009)
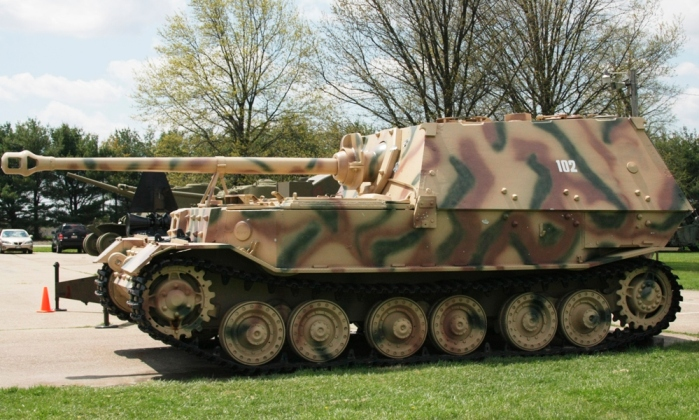
Elefant w US Army Ordnance Museum (2009)
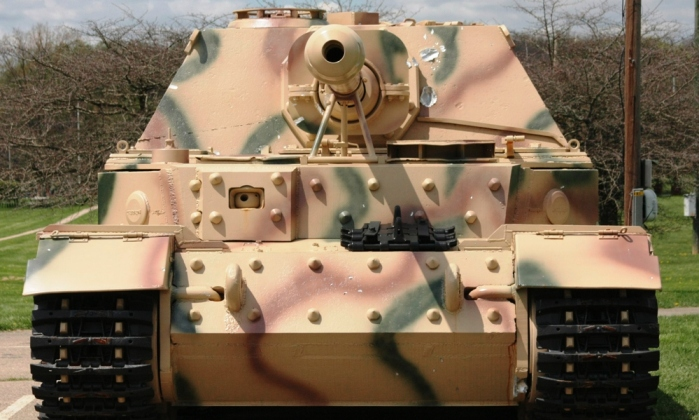
Elefant w US Army Ordnance Museum (2009)
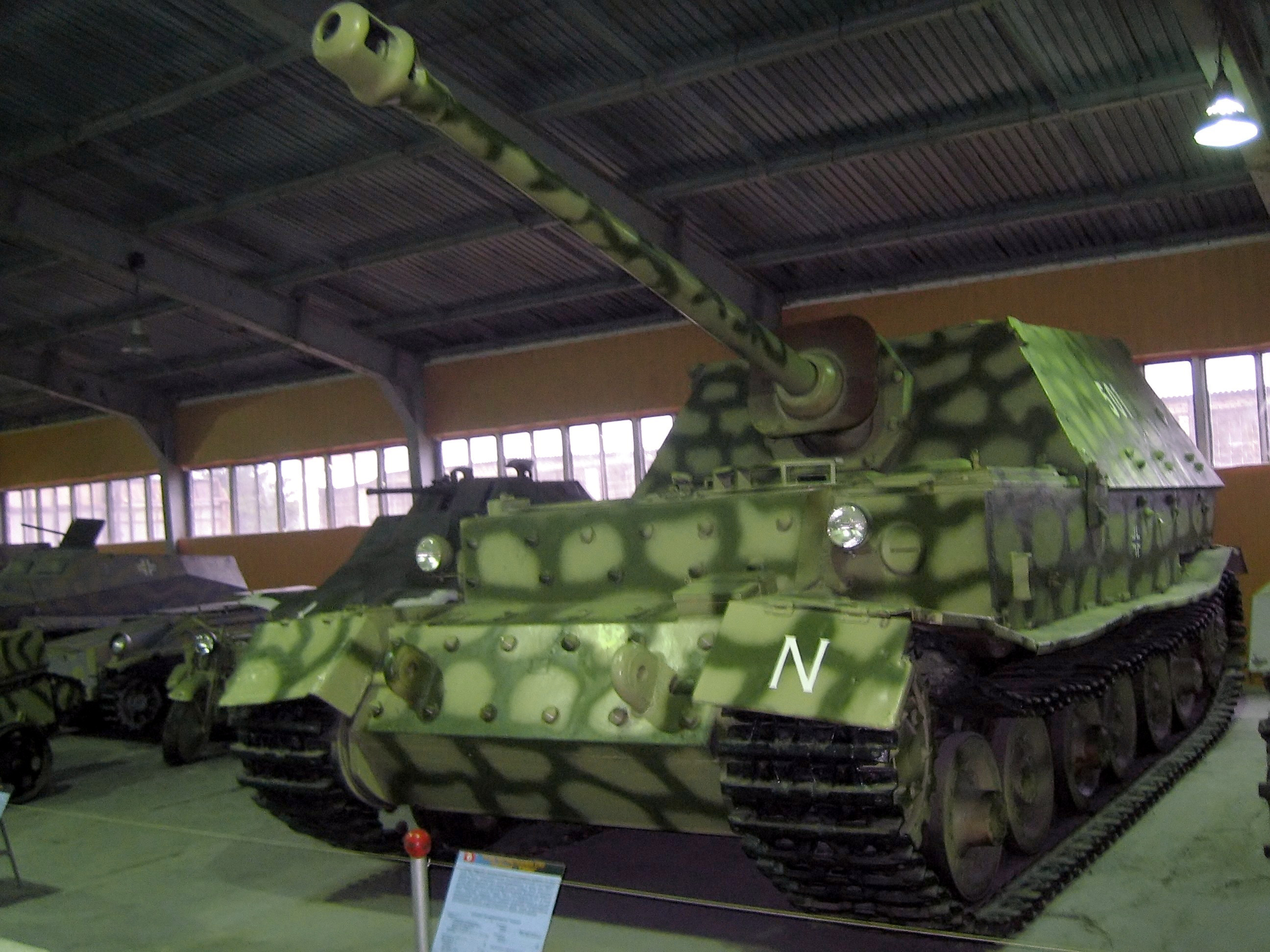
Ferdinand w Kubince (2006)